# Lijst van personen overleden in juli 2014
Dit is een lijst van bekende personen die overleden zijn in juli 2014.

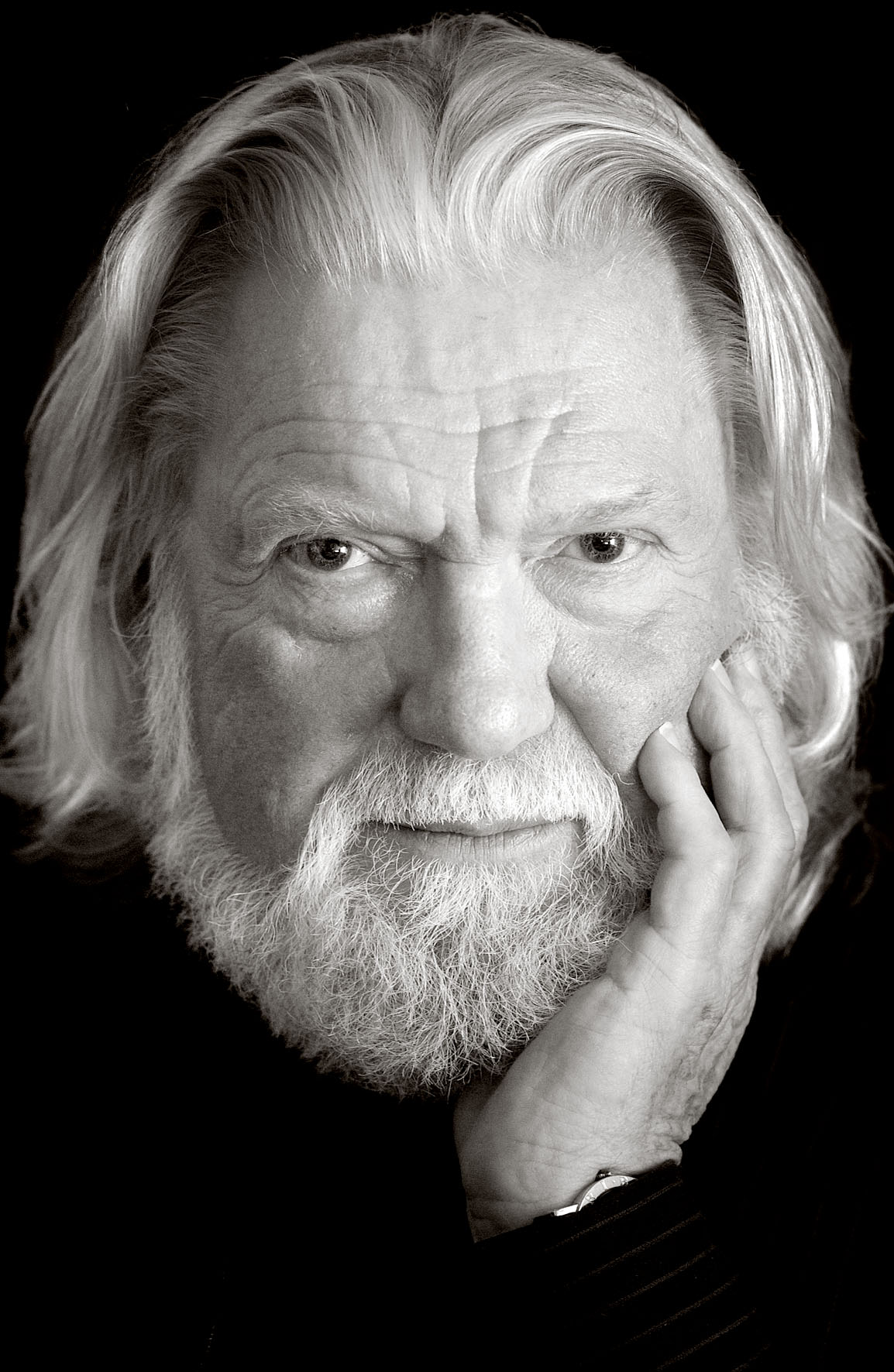
Piet Van Eeckhaut
1 juli

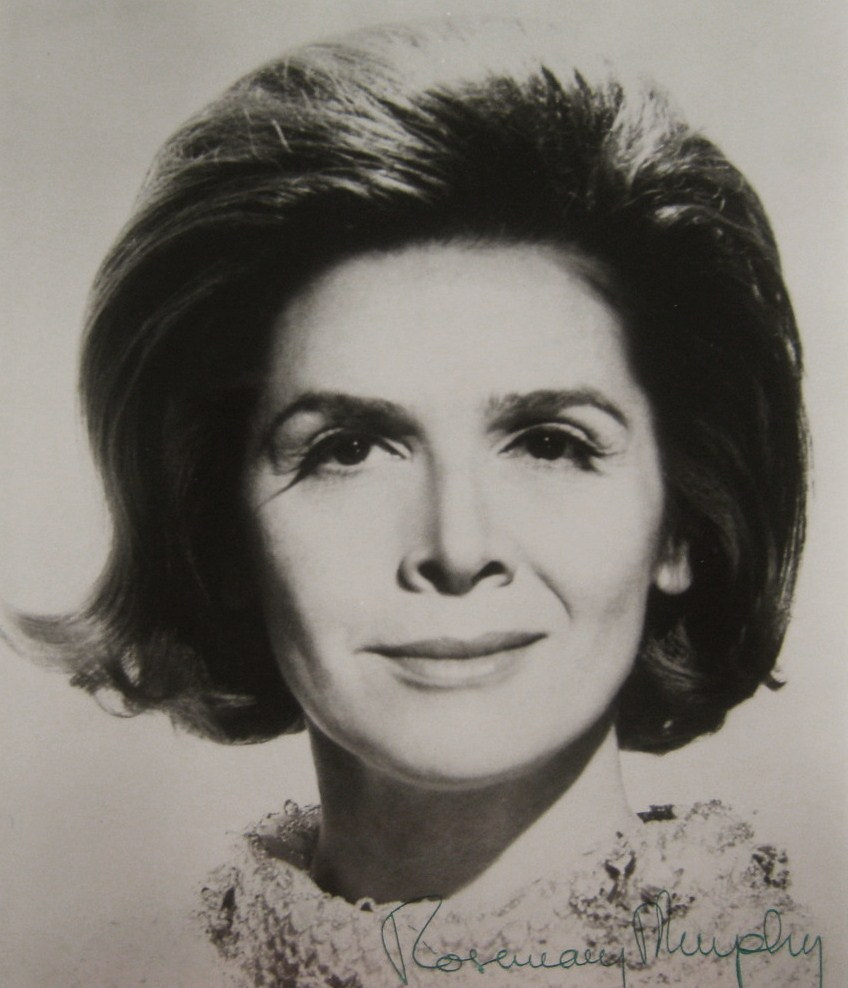
Rosemary Murphy
5 juli

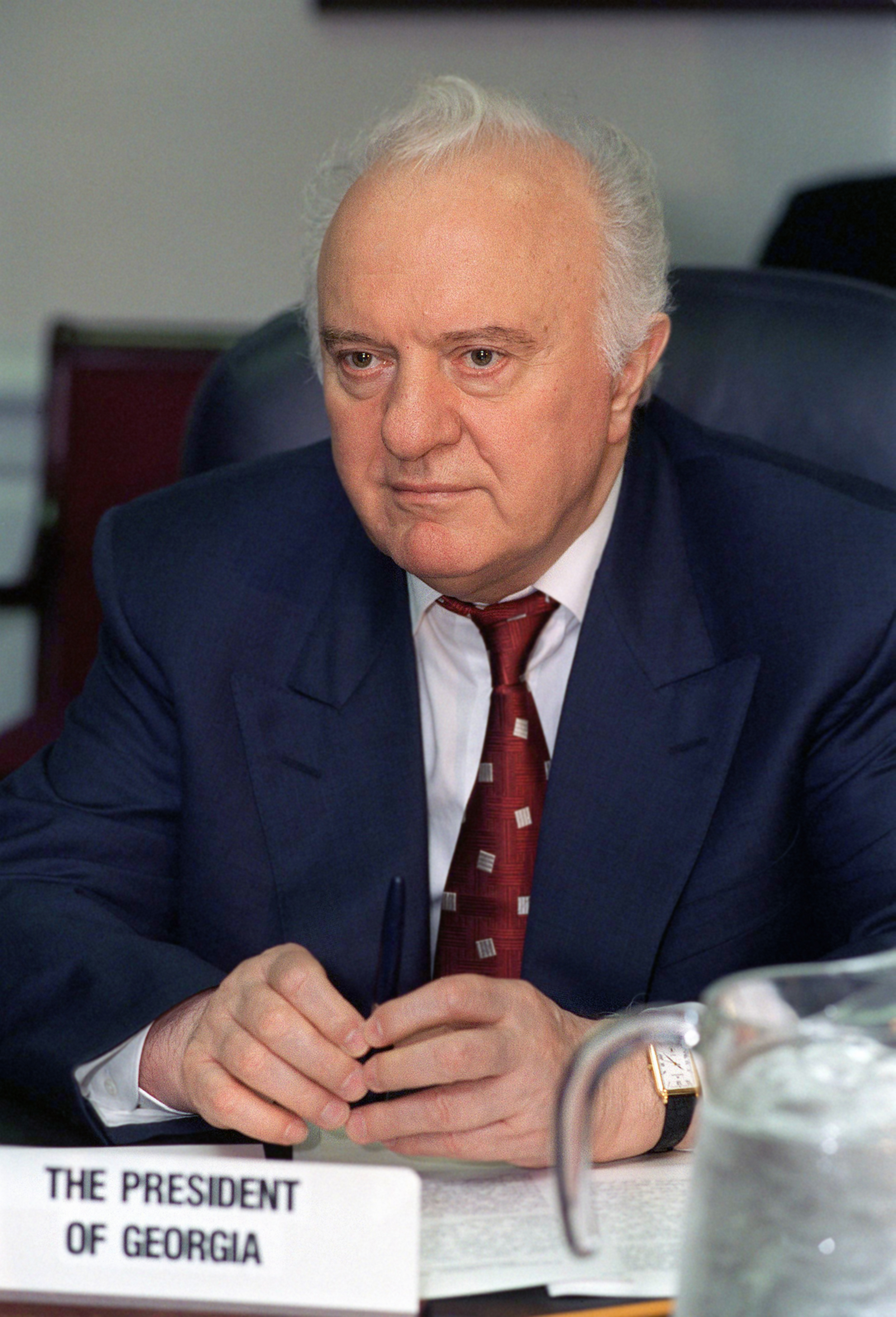
Edoeard Sjevardnadze
7 juli

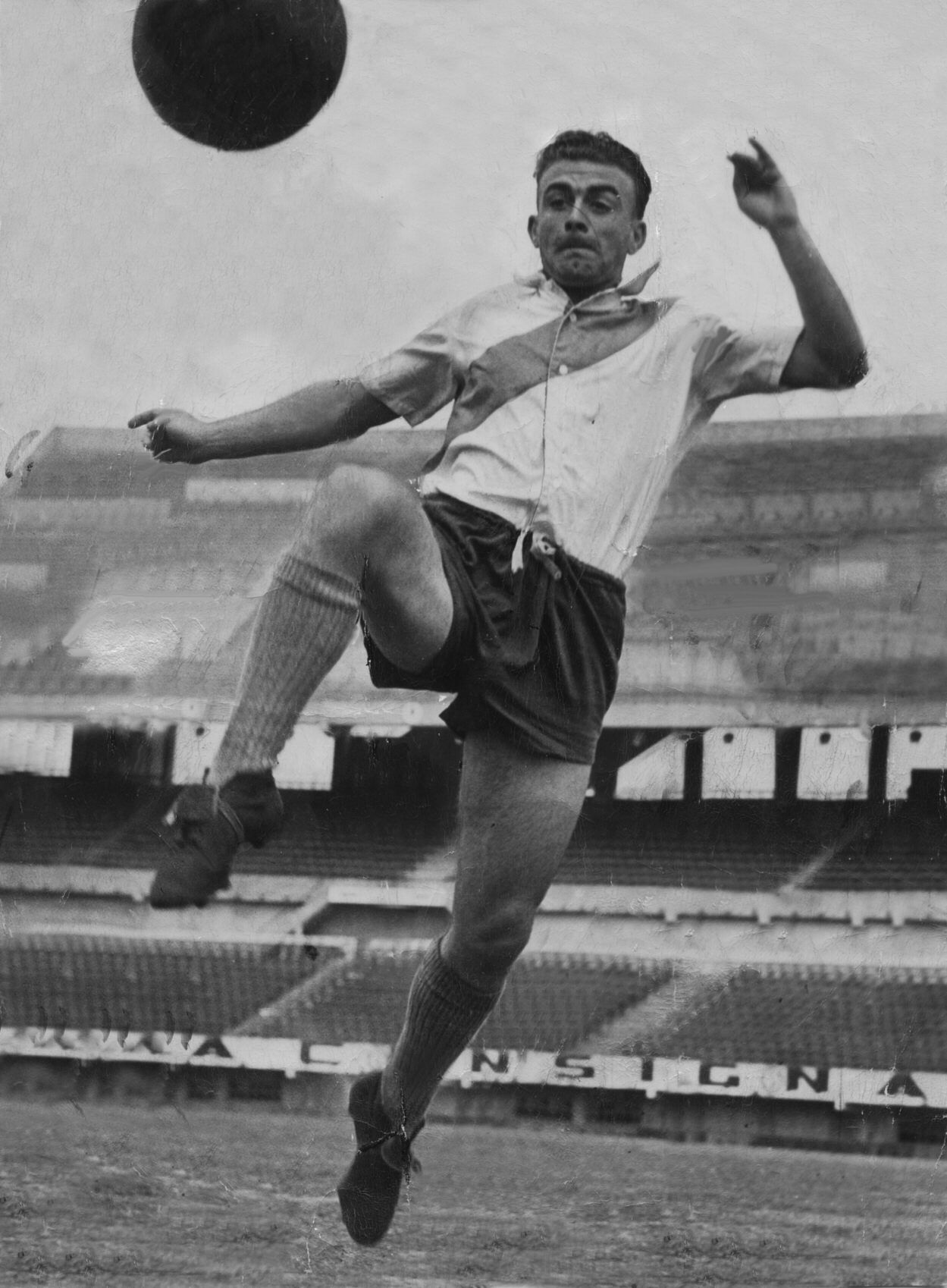
Alfredo Di Stéfano
7 juli

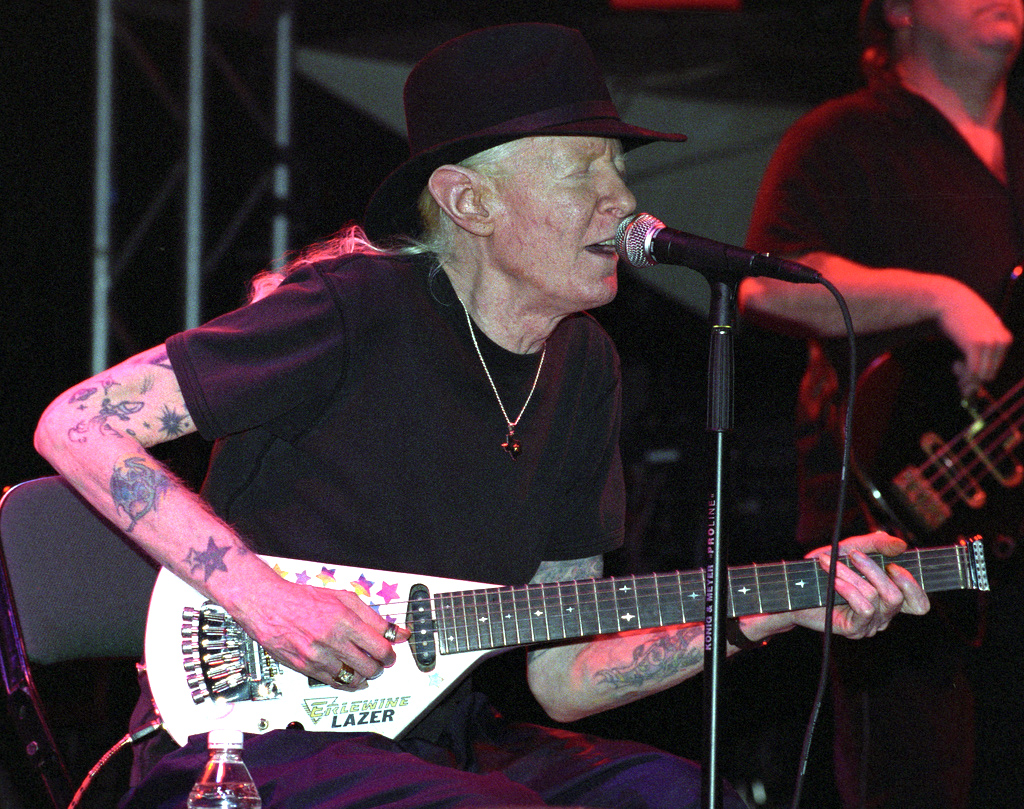
Johnny Winter
16 juli

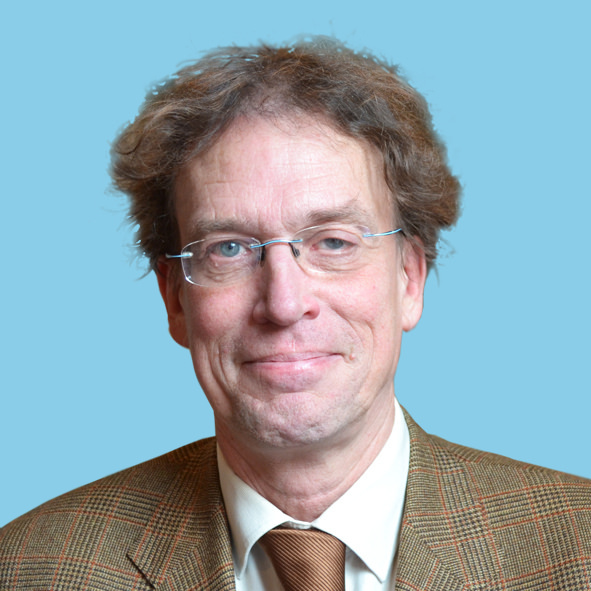
Willem Witteveen
17 juli

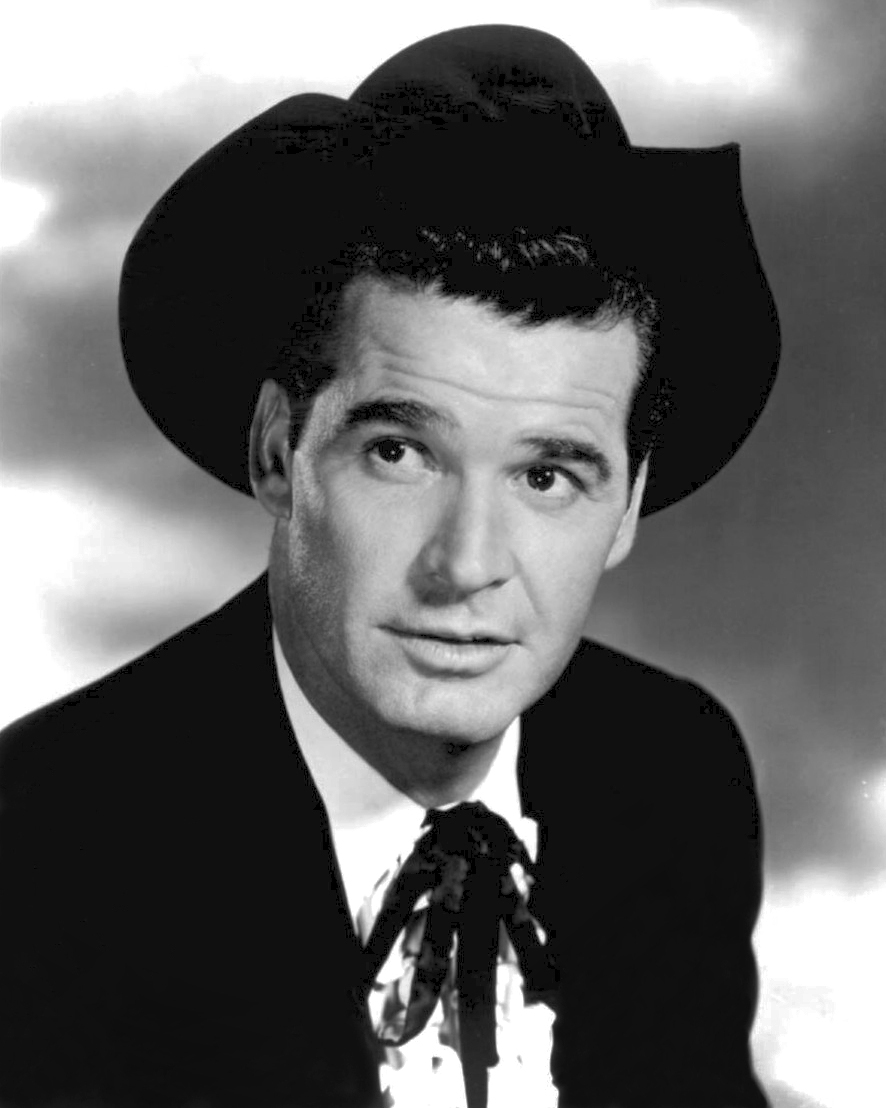
James Garner
19 juli

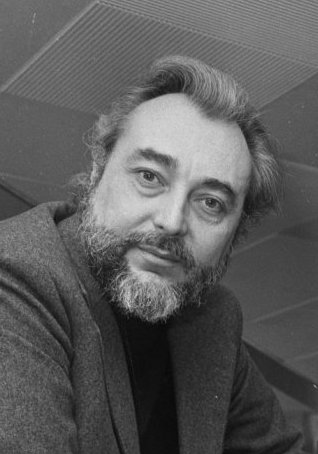
Roland Verhavert
26 juli

| 1 | 2 | 3 | 4 | 5 | 6 | 7 | 8 | 9 | 10 | 11 | 12 | 13 | 14 | 15 | 16 | 17 | 18 | 19 | 20 | 21 | 22 | 23 | 24 | 25 | 26 | 27 | 28 | 29 | 30 | 31 |
| - | - | - | - | - | - | - | - | - | -- | -- | -- | -- | -- | -- | -- | -- | -- | -- | -- | -- | -- | -- | -- | -- | -- | -- | -- | -- | -- | -- |

### 1 juli
- Piet Van Eeckhaut (74), Belgisch advocaat en politicus[1]
- Oscar Yatco (83), Filipijns dirigent en violist[2]

### 2 juli
- Chad Brown (52), Amerikaans pokerspeler[3]
- Louis Zamperini (97), Amerikaans atleet en militair[4]

### 3 juli
- Volkmar Groß (66), Duits voetbaldoelman[5]

### 5 juli
- Rosemary Murphy (87), Amerikaans actrice[6]

### 6 juli
- Benedito de Assis da Silva (61), Braziliaans voetballer[7]
- Louis Contryn (85), Belgisch poppenspeler en toneelregisseur[8]
- Appie Drielsma (76), Nederlands beeldhouwer[9]
- Dave Legeno (50), Brits acteur en vechtsporter[10] (op 6 juli dood aangetroffen)
- Martin Van Geneugden (82), Belgisch wielrenner[11]

### 7 juli
- Alfredo Di Stéfano (88), Argentijns-Spaans voetballer en voetbaltrainer[12]
- Francisco Gabica (76), Spaans wielrenner[13]
- Edoeard Sjevardnadze (86), Georgisch politicus en president[14]

### 8 juli
- Menno Buch (62), Nederlands ondernemer en televisiepresentator[15]
- Cornelis Dubbink (100), president van de Hoge Raad der Nederlanden[16]
- Piet Visschers (75), Nederlands burgemeester[17]

### 10 juli
- Albert Hoeben (94), Nederlands marinier en ridder in de Militaire Willems-Orde[18]
- On Kawara (81), Japans kunstenaar[19]
- Zohra Segal (102), Indiaas actrice en danseres[20]

### 11 juli
- Jean-Louis Gauthier (58), Frans wielrenner[21]
- Charlie Haden (76), Amerikaans jazzmuzikant[22]
- Jacky Maes (68), Belgisch politicus[23]

### 12 juli
- Nestor Basterretxea (90), Spaans beeldhouwer, schilder en filmregisseur[24]
- Joop Haffmans (91), Nederlands beeldhouwer en grafisch vormgever[25]

### 13 juli
- Thomas Berger (89), Amerikaans schrijver[26]
- Nadine Gordimer (90), Zuid-Afrikaans schrijfster en Nobelprijswinnares[27]
- Lorin Maazel (84), Amerikaans dirigent, violist en componist[28]
- Jan Nolten (84), Nederlands wielrenner[29]

### 14 juli
- Alice Coachman (90), Amerikaans atlete[30]

### 16 juli
- Karl Albrecht (94), Duits ondernemer[31]
- Johnny Winter (70), Amerikaans bluesgitarist, zanger en producer[32]

### 17 juli
- Omgekomen bij de ramp met Malaysia Airlines-vlucht 17:
  - Joep Lange (59), Nederlands medisch wetenschapper[33]
  - Willem Witteveen (62), Nederlands politicus en rechtsgeleerde[34]
- Henry Hartsfield (80), Amerikaans astronaut[35]
- Otto Piene (86), Duits kunstenaar[36]
- Elaine Stritch (89), Amerikaans actrice[37]

### 18 juli
- Leen Vleggeert (83), Nederlands burgemeester[38]

### 19 juli
- Lionel Ferbos (103), Amerikaans jazzmuzikant[39]
- James Garner (86), Amerikaans acteur[40]
- Skye McCole Bartusiak (21), Amerikaans actrice[41]

### 20 juli
- Henk Gielink (85), Nederlands burgemeester[42]

### 21 juli
- Hans-Peter Kaul (70), Duits diplomaat en rechter[43]

### 23 juli
- Steven Buddingh' (79), Nederlands burgemeester[44]
- Norman Leyden (96), Amerikaans componist, muziekpedagoog, dirigent, arrangeur en klarinettist[45]

### 24 juli
- Cees Heerschop (79), Nederlands voetballer[46]

### 25 juli
- Carlo Bergonzi (90), Italiaans operazanger[47]

### 26 juli
- Karel Hengeveld (78), Nederlands burgemeester[48]
- Marcel van Jole (97), Belgisch kunstcriticus en tentoonstellingsmaker[49]
- Sergej Prokofjev (60), Russisch antroposoof[50]
- Roland Verhavert (87), Belgisch filmregisseur[51]

### 27 juli
- Gerrit Huitsing (86), Nederlands burgemeester[52]
- Francesco Marchisano (85), Italiaans kardinaal[53]
- Joop Postma (82), Nederlands burgemeester[54]

### 28 juli
- Yvette Lebon (103), Frans actrice[55]
- Alekper Mamedov (84), Sovjet-Azerbeidzjaans voetballer en trainer[56]
- James Shigeta (81), Amerikaans (stem)acteur en zanger[57]
- Theodore Van Kirk (93), Amerikaans navigator[58]

### 30 juli
- Dick Wagner (71), Amerikaans rockgitarist en songwriter[59]